# 후기 현악 사중주 (베토벤)
루트비히 판 베토벤의 후기 현악 사중주에 속해있는 작품은 다음과 같다.
- 작품 번호 127 : 현악 사중주 12번 내림마장조 (1825)
- 작품 번호 130 : 현악 사중주 13번 내림나장조 (1825)
- 작품 번호 131 : 현악 사중주 14번 올림다단조 (1826)
- 작품 번호 132 : 현악 사중주 15번 가단조 (1825)
- 작품 번호 133 : 대푸가 내림나장조 (1825, 원래 작품 130의 피날레였다. 또한 포핸즈 필사본 작품 134에도 존재한다.)
- 작품 번호 135 : 현악 사중주 16번 바장조 (1826)

이 여섯 작품은 베토벤의 마지막 주요 완성작이다. 비록 베토벤 시대의 음악가들과 청중들에 의해 묵살되었지만, 그것들은 현재 역사상 가장 위대한 음악 작품 중 하나로 널리 여겨지고 있으며, 많은 후기 작곡가들에게 영감을 주었다.

## 개요
니콜라이 갈리친 공작은 세 개의 사중주(12 · 13 · 15번)를 베토벤에게 의뢰했으며, 1822년 11월 9일자 편지에서 세 개의 작품에 대해 "당신이 원하는 만큼" 지불하겠다고 베토벤에게 제안했다. 베토벤은 1823년 1월 25일에 각 작품에 대해 50 더컷의 가격으로 대답했다. 베토벤은 12 · 15 · 13 · 14 · 16번의 순서로 사중주를 작곡하고 15 · 13번 사중주를 동시에 썼다.
베토벤은 건강이 나빠질 때 이 후기 사중주를 썼다. 1825년 4월에 베토벤은 15번 사중주 2악장까지 작업하고 병상에 눕게 되어 약 한 달 동안 작업을 중단했다. 그 병, 아니 그보다 더 정확히 말하면, 그 병으로부터 회복된 그의 병은 베토벤이 "건강을 회복한 자가 신에게 감사하는 신성한 노래, 리디안 선법을 따름"이라고 불렀던 15번 사중주의 깊이가 느껴지는 느린 악장을 착수하게 한 것으로 기억되었다. 그는 계속해서 13번, 14번, 그리고 마지막 16번까지 번호가 매겨진 사중주를 완성했다. 베토벤이 마지막으로 완성한 작업은 극도로 어려운 대푸가를 대체한 13번 사중주의 마지막 악장이다.

## 평가
이 후기 사중주는 베토벤 시대의 음악가들과 청중들의 이해를 훨씬 뛰어넘었다. 한 음악가는 "우리는 그곳에 무언가가 있다는 것을 알지만 그것이 무엇인지 모른다"고 논평했다. 작곡가 루이스 슈포어는 그것들을 "지울 수 없고, 고칠 수 없는 공포"라고 불렀다.
그들의 의견은 당황하게 첫 리셉션 때부터 상당히 바뀌었다. 이 6개의 사중주는 베토벤의 마지막 전공으로 완성된 작곡으로 구성되며, 역사상 가장 위대한 음악 작품으로 널리 여겨진다. 특히 프랑크푸르트 학파의 철학자 테오도어 아도르노는 그것들을 높이 평가했으며, 이고르 스트라빈스키는 대푸가를 "영원히 현대적인 음악일 것"이라고 묘사했다. 그것들의 형식과 사상은 리하르트 바그너나 버르토크 벨러 같은 음악가와 작곡가에게 영감을 주었다. 바그너는 14번 사중주, 작품 번호 131의 1악장을 반추하며 이렇게 말했다ː "음악으로 표현된 가장 우울한 감정을 표현한다." 슈베르트의 마지막 음악적 소원은 그가 죽기 5일 전인 1828년 11월 14일에 했던, 14번 사중주, 작품 번호 131을 듣는 것이었다. 작품 131 사중주의 연주를 듣고 슈베르트는 이렇게 말했다ː "이후에 우리가 쓸 수 있는 것은 무엇입니까?" 후기 사중주 중에서 베토벤이 가장 좋아하는 작품은, 또한 14번 사중주, 131이었으며, 이것은 베토벤에 의해 가장 완벽한 단일 작품으로 평가되었다.

## 같이 보기
- 루트비히 판 베토벤의 작품 목록